# Cal Peraire
Cal Peraire és un monument protegit com a bé cultural d'interès local del municipi de Vilaplana (Baix Camp).

## Descripció

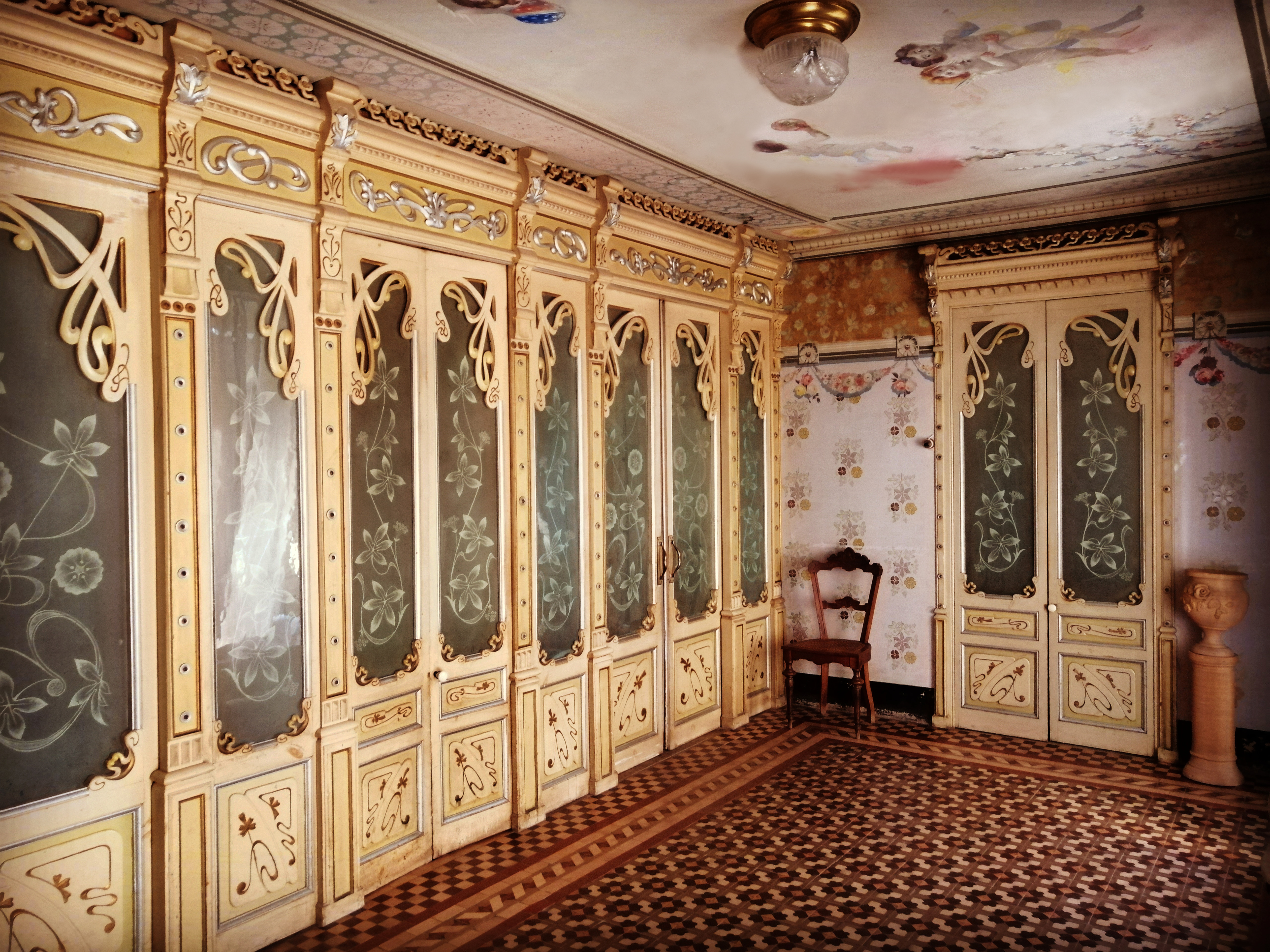
Sala dels dormitoris

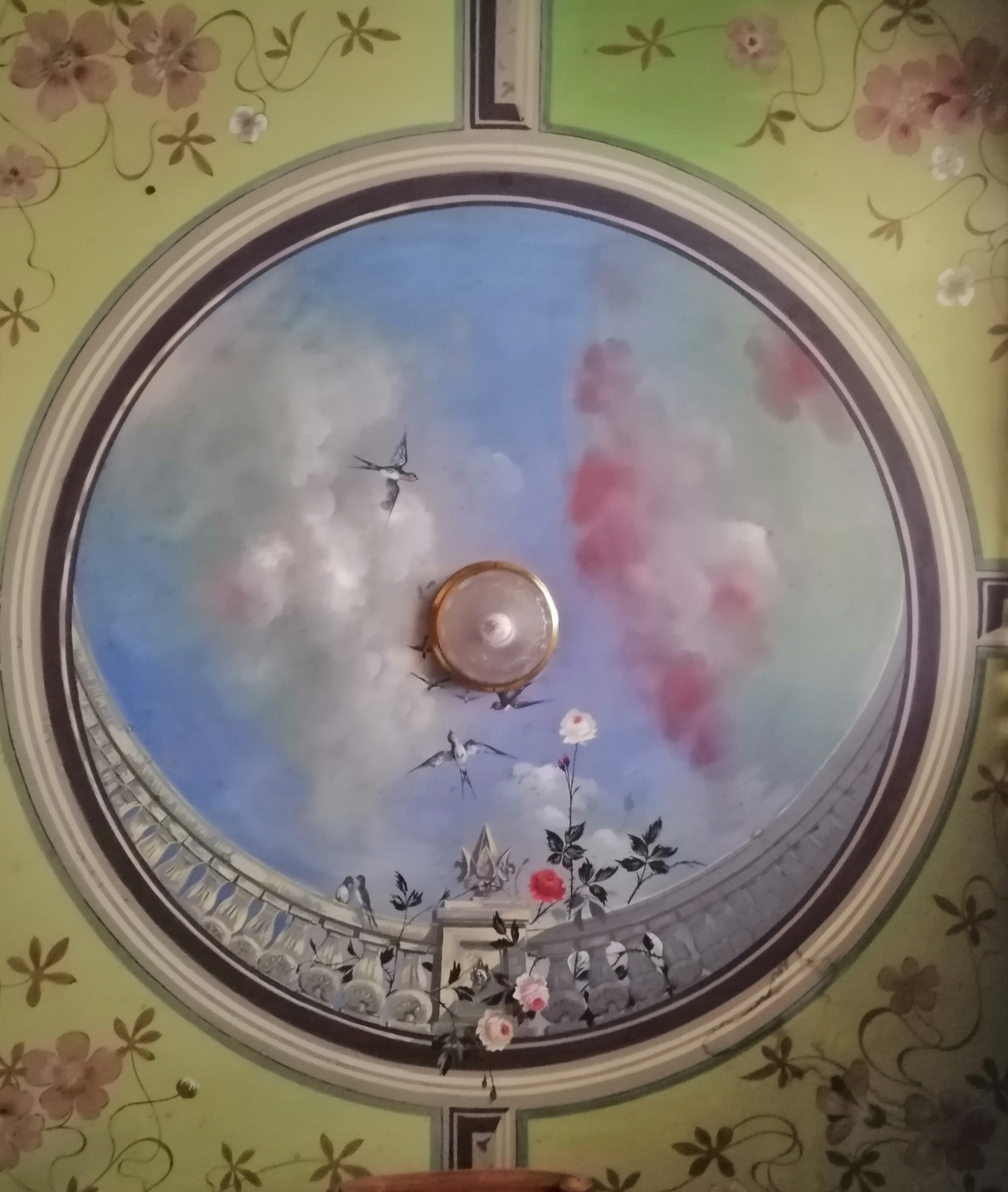
Fresc del sostre de l'alcova

La casa està formada per planta baixa, amb una gran entrada amb pou que acaba amb una escalinata que condueix a la porta ricament ornamentada que dona entrada a la primera planta. En aquesta hi trobem la cuina i un altre dormitori, en el segon pis hi trobem tres dormitoris més i una sala, i al tercer i últim pis està ocupat per les golfes i un terradet.
La part més interessant i més destacada de la sala és sens dubte la sala que ocupa bona part del segon pis. Aquesta té forma rectangular, essent les parets llargues les orientades a llevant i a ponent, aquesta última dona al carrer i rep la llum solar a través de dos balcons, la paret de llevant confronta amb dos dormitoris i el passadís que condueix a la caixa d'escala, aquesta està recoberta de fusta i forma una sola unitat amb les portes d'entrada a les habitacions i al passadís. La resta de parets de la sala estan decorades amb frescos modernistes de motius geomètrics i florals, obra del pintor vilaplanenc Francesc Pàmies Revascall (1870-1949). Destaca el dormitori principal amb una alcova decorada pel mateix artista, al qual s'hi accedeix a través de la sala.
A la façana, ara força desgastada, encara s'hi poden veure les restes dels de frescos que la decoraven: fins a l'altura del primer pis hi predominaven el motius geomètrics i en amunt els motius vegetals.

## Història
Segurament els seus vestigis es remunten pels volts dels segles XV - XVI. L'aspecte actual l'adquirí a finals del segle xix i inicis del XX, des de llavors no ha variat ni l'aspecte ni la distribució ni les obertures del carrer. En la dècada dels 60 del segle passat es van segregar uns galliners situats a llevant, que van ser venuts a un veí.